# Indonéz kakukkgalamb
Az indonéz kakukkgalamb (Macropygia emiliana) a madarak osztályának galambalakúak (Columbiformes) rendjébe és a galambfélék (Columbidae) családjába tartozó faj.

## Előfordulása
Brunei, Indonézia és Malajzia területén honos.

## Alfajai
- Macropygia emiliana borneensis
- Macropygia emiliana cinnamomea
- Macropygia emiliana elassa
- Macropygia emiliana emiliana
- Macropygia emiliana hypopercna
- Macropygia emiliana megala
- Macropygia emiliana modiglianii